# Natalia Cruz (cantante)
Natalia Cruz Guzmán (Asunción Ixtaltepec, 22 de febrero de 1982) es una cantante de música tradicional, compositora y productora. Reconocida como "La Voz del Istmo". Su estilo musical representa su raíz zapoteca y la de los pueblos indígenas de América Latina. Comenzó cantando la música tradicional de Oaxaca y Veracruz. Estudió canto clásico de manera formal en Puebla.

## Biografía
Nació el 22 de febrero de 1982 en Asunción Ixtaltepec, Oaxaca, México. En su juventud mostró interés por la música, especialmente por los sonidos tradicionales y la música zapoteca Oaxaca. Como cantante profesional ha representado a la región del Istmo de Tehuantepec. 
Natalia Cruz ha trabajado en la recopilación y difusión de la música mexicana prestando especial interés en la música del Istmo de Tehuantepec y en su lengua materna, el idioma zapoteco cuya dulzura y nobleza transmite a través de la melodía de su voz. 
Ha trabajado por difundir los valores artísticos de su cultura y por erradicar el racismo hacia los indígenas zapotecas.
En 2017 junto con otras artistas mexicanas realizaron el evento Oaxaca Corazón donde Natalia compartió escenario con artistas de la talla de Lila Downs, Susana Harp, Eugenia León, Alejandra Robles,  entre otras.
Ha colaborado en producciones de artistas como Susana Harp y Roque Robles.
Natalia Cruz famosa por su canción "La Totopera" ha apoyado a los alfareros y las totoperas del Istmo de Tehuantepec.  
En  diciembre de 2018 Natalia Cruz participó en el AMLO Fest

## Discografía
- "La Última Palabra-Gendanabani",[7] 2006
- "Ojos Negros", 2007
- "Bidxcaa-La Bruja", 2010
- "Xtiidxariuunda'Binnizà", 2011[8]
- "De tradiciones y nuevas rolas en directo 2", 2011
- "Ladxidua'Mi corazón", 2013
- "Saa Xquidxe", 2017